# 青木裕
青木 裕（あおき ゆたか、1970年1月29日 - 2018年3月19日）は、日本の男性ミュージシャン、ギタリスト。茨城県出身。

## 来歴
- 2000年4月、downyを結成。
- 2005年、VOLA & THE ORIENTAL MACHINEを結成（2008年9月末日を以て脱退）。
- 2006年1月、TOKIE（ベース）、城戸紘志（ドラムス）と共にunkieを結成。
- 2006年、Syrup16gの正式サポートメンバーとなる（2007年末まで）。
- 2012年、MORRIEソロの正式サポートメンバーとなる。
- 2015年、イラストレーターとして初の個展「青木裕展」が9月4日から19日まで東京・MDP GALLERYにて開催される。
- 2016年9月9日、初のソロアルバム『Lost in Forest』を2017年1月18日にリリースすることを発表[2]。
- 2017年1月18日、『Lost in Forest』をリリース（ミキシング／マスタリング、アートワークに至るまで自身が手掛けた）。
- 2017年11月18日、初のソロライブ「Aoki Yutaka“Lost in Forest“LIVE」を渋谷WWWにて行う（サポートメンバーとしてJake Cloudchair（ギター）、arai tasuku（プログラマ）、城戸紘志（ドラムス）、柘榴（映像、VJ / from downy）、ゲストとしてMORRIE（ボーカル）が参加）。
- その他、ライブサポート、参加プロジェクトは、日暮愛葉、LOVES.、LEO今井、惑星、CUBE JUICE、Cloudchair、world's end girlfriendなど。
- 2018年1月18日、 2017年末から続いていた体調不良について、診断の結果、「Myeloid Sarcoma（骨髄肉腫）」だったことが発表された。
- 2018年3月19日午後2時50分、急性骨髄性白血病により48歳で死去[1][3]。

## 人物
- 手先が器用でイラストレーターとしても活動し、2015年9月には個展「青木裕展」を開催。unkieのCDジャケット、downyオフィシャルサイトなども自身が手掛けた。
- 漫画家の友人が多く、カネコアツシと仲がよかった。
- 魚が苦手で一部を除いてほぼ食べられなかった。
- プラモデル・模型制作もプロ級の腕前であった[4][5][6]。

## ディスコグラフィ
downy、unkie、VOLA & THE ORIENTAL MACHINEの作品については、それぞれの項目の該当する欄を参照。

### ソロ名義
アルバム
『Lost in Forest』（2017年1月18日）
参加作品
『compilation "class - plan B"』greed（M1）（2005年9月7日）
『Helping Hand -Tribute To Radiohead-』Exit Music(For A Film)（M4）（2013年12月4日）
『ONE MINUTE OLDER』Im Wald（M24）（2015年7月14日）

### ギタリストとして参加
- 日暮愛葉

『NEW LIFE』M2,M3（M3 作曲・編曲）（2003年9月10日）
『FANTASY』M1,M2（M2 作曲・編曲）（2003年11月27日）
『Born Beautiful』M2,M8（作曲・プロデュース）M3（作曲）（2004年1月7日）
『ヘドウィグ・アンド・アングリーインチ・トリビュート』M2（プロデュース）（2004年5月12日）
『ユメミタイ (cherish my life)』 M3（編曲）（2004年12月1日）
『Platonic』M2（編曲・プロデュース）M5,M8（作曲・編曲・プロデュース）（2005年5月25日）
- 惑星

『MY BRAND NEW PLANET』（2006年8月23日）
- Syrup16g

『GHOST PICTURES』LIVE DVD（2007年11月28日）
- 鈴木羊

『RED』（プロデュース）（2008年11月28日）
- Aureole

『Nostaldom』M6,M10（2009年11月18日）
- 101A

『4』M7（2011年9月28日）
- hydrant house purport rife on sleepy

『roll over post rockers , so what newgazers』M6（2011年11月16日）
- 黒夢

『KINGDOM』M2（2013年9月6日）
『I HATE YOUR POPSTAR LIFE』M1（2013年12月11日）
『黒と影』M3,M12（2014年1月29日）
- BOOL

『THIS IS POEMCORE』M1（2014年10月11日）
- MORRIE

『HARD CORE REVERIE』M1,M2,M3,M4,M5,M6,M7,M9,M10,M11（2014年12月25日）
オフィシャルHP先行特典 "Goodnight Reverie" Nocturnal Hunt Mix（featuring Yutaka Aoki guitar & Takeyuki Hatano keyboard）
- world's end girlfriend

『LAST WALTZ』M3,M6（2016年11月26日）

### ミキシング
- downy

『第5作品集 remix album』十六月 downy resonance mix（M1）（2014年3月19日）

### マスタリング
- downy

『第四作品集『無題』』（2014年9月24日再発盤）

### リミックス
- DIR EN GREY

『DUM SPIRO SPERO AT NIPPON BUDOKAN』LIVE Blu-ray/DVD〈初回生産限定盤 特典CD〉M6（2014年7月16日）
- CQ

『what a Cruel World's End e.p.』M1（2015年4月3日）
- matryoshka

『pseudepigrapha』M9（2016年6月11日）

## 使用楽器
- ギターはフェンダー・ストラトキャスターを愛用し、メインギターはフェンダー・ストラトキャスター'60（ボディはアルダー[7]。ローズ指板、ハカランダ材スラブ・ボードであることにこだわり[8]、フレットはジャンボフレットに交換して使用していた[9]。配線はフロントピックアップとリアピックアップのブレンドが出来るように変更して使用していた[7]）。
- アンプヘッドはフェンダー・トーン・マスター・ヘッド 100w、キャビネットはフェンダー・トーン・マスター 412を使用していた。初期はマーシャルを使用していた。

### シグネチャーモデル
- Camuro Naked Machine（プリアンプ/オーバードライブ）

## 主なライブ

### ワンマンライブ
- Aoki Yutaka“Lost in Forest“LIVE - WWW（2017年11月18日）

### 出演イベント
- Guitar Sweet Symphony - KOENJI HIGH（2010年11月15日）
- Guitar Sweet Symphony 2 - KOENJI HIGH（2011年1月9日）
- kilk records presents“helping hand show” - WWW（2014年6月15日）
- GUITAR MAGAZINE presents「”AFTER HOURS”〜BASEMENT TEA PARTY vol.0〜」 - 下北沢ERA（2017年3月27日）

## イラストレーターとしての活動

### CDジャケット
- unkie

『the Price of Fame』（2007年7月11日）
『too many secrets』（2008年10月22日）
『Save It』（2009年9月4日）
『But Still Beginning』（2010年3月17日）
- hydrant house purport rife on sleepy

『reminiscing e.p.』（2012年9月20日）
『many of these memories of the sun,and increasing gratitude』（2012年10月17日）
- the MARCY BAND

『ONE』（2012年12月12日） - 裏面ジャケット
- cellzcellar

『Belka』（2017年10月11日）
- Various Artists

『Helping Hand -Tribute To Radiohead-』（2013年12月4日）
『Helping Hand -Tribute To Portishead-』（2013年12月4日）

### ミュージックビデオ
- unkie

『RUN SHEEP RUN』（2013年5月） - アニメーション（羊/炎）

### イラスト・デザイン
- 鈴木羊

『LIVE TOUR 2009 赤い羊と緑のギター』（2009年4月） - フライヤーイラスト
- downy

『downy official site』（2013年10月 - ） - イラスト
『曦ヲ見ヨ!/猿の手柄（両A面）』（2014年10月） - Tシャツイラスト（曦ヲ見ヨ!面）
『第六作品集『無題』』（2016年9月） - ディスクユニオン限定特典缶バッジデザイン
『Swag』（2016年10月） - Tシャツイラスト
『檸檬/氷点（両A面）』（2017年8月） - Tシャツイラスト（檸檬面）
- 『TITLE : MUTE ACCUSATION』（VOICES AND ARTWORKS FOR NO WATER NO CHEMICAL 2013年3月） - イラスト[10][11]
- 『ほねじみへん』（オリジナルTシャツ通販 yonpo 2013年5月） - Tシャツイラスト
- 『寺田克也ココ10年展』（コミックビーム 2013年7月号） - イラスト
- 『Ceriatone Japan』（セリアトーン アンプ 日本代理店 2013年9月） - ロゴデザイン
- 『Mandrake Baby』（HELLO KITTY 40TH ANNIVERSARY「with ハローキティ」展 2014年10月） - イラスト
- 『企業コラボアート東京2015 アートポスタージャック』（2015年9月） - ポスターイラスト

## 作品展

### 個展
- yutaka aoki solo exhibition「青木裕展」- MDP GALLERY（2015年9月4日 - 9月19日）[12]

### 参加
- HELLO KITTY 40TH ANNIVERSARY「with ハローキティ」展 - MDP GALLERY（2014年10月10日 - 11月3日）[13][14]
- VIRGIN BABYLON ART WORKS EXHIBITION - QUIET NOISE arts and break（2016年11月26日 - 12月15日）[15]